# Alice Bridges
Alice Bridges (Uxbridge, 19 luglio 1916 – Carlisle, 5 maggio 2011) è stata una nuotatrice statunitense.
Specializzata nel dorso ha vinto il bronzo nei 100 m ai Giochi olimpici di Berlino 1936.

## Palmarès
- Olimpiadi

Berlino 1936: bronzo nei 100 m dorso.